# Antlemon halidayi
Antlemon halidayi är en tvåvingeart som först beskrevs av Friedrich Hermann Loew 1871.  Antlemon halidayi ingår i släktet Antlemon och familjen platthornsmyggor. Inga underarter finns listade i Catalogue of Life.